# Росс Колліндж
Росс Колліндж (англ. Ross Collinge, 21 листопада 1944) — новозеландський академічний веслувальник.
Олімпійський чемпіон 1968 року в складі розпашної четвірки зі стерновим, срібний призер 1972 року в складі розпашної четвірки без стернового.
Бронзовий призер Чемпіонату світу 1975 року в складі вісімки.